# Sergio García (Golfspieler)
Sergio García Fernández (* 9. Januar 1980 in Borriol), Spitzname El Niño, ist ein spanischer Profigolfer.

## Laufbahn
García war bereits als Amateur erfolgreich. Neben Amateurturnieren gewann er 1997 mit der Catalonian Open Championship ein Profiturnier.
1999 wechselte er mit Handicap +5 ins Profilager. Gleich in seinem ersten Profijahr belegte er hinter Tiger Woods den zweiten Platz bei den US PGA Championship in Medinah. Es folgten Siege auf der amerikanischen und europäischen Tour.
Im Jahr 2000 wurde ihm der „Sport-Oscar“ als bester Newcomer verliehen.
Fünfmal in Folge (von 1999 bis 2008) und wieder von 2012 bis 2018 stand er im europäischen Ryder Cup Team. 2006 war Garcia mit vier Siegen in fünf Spielen erfolgreichster Spieler und musste sich nur Stewart Cink im abschließenden Einzel-Lochwettspiel geschlagen geben. Auch 2012, 2014 und 2018 gewann er mit Europa den begehrten Pokal und ist seit 2018 mit insgesamt 25,5 Punkten der erfolgreichste Spieler überhaupt.
2017 gewann García mit dem Masters Tournament sein erstes Major-Turnier, als er sich im Stechen gegen den Engländer Justin Rose durchsetzte. Er ist der dritte Spanier nach seinen beiden Vorbildern Severiano Ballesteros und José María Olazábal, der im US-amerikanischen Augusta triumphieren konnte.
2018 erlangte García mit dem Sieg gegen den US-Amerikaner Rickie Fowler seinen 25,5. Punkt im Ryder Cup. Somit ergab sich Garcías Ryder Cup Karriere Rekord von 22-12-7 (Siege/Niederlagen/Unentschieden). Mit dieser Leistung zog er an den bisherigen Rekordhalter Sir Nick Faldo, 23-19-4 (Siege/Niederlagen/Unentschieden), vorbei.
Auch auf den bedeutenden Touren des Profi-Golfsports gehört Sergio Garcia zu den führenden Sportlern der Geschichte. In seiner Laufbahn erspielte er sich auf der European Tour 30 Millionen Euro (Stand 16. September 2019). Er wird damit nur von Lee Westwood und Rory McIlroy übertroffen. Auf der nordamerikanischen PGA-Tour belegt er mit fast 50 Millionen Dollar Rang zehn Preisgeldliste (Stand 20. Juli 2020).
In der Komödie Happy Gilmore 2 von 2025 spielt er sich selbst.

## Turniersiege

### Major-Championship-Siege (1)
- 2017: The Masters

### European-Tour-Siege (15)
- 1999: Murphy’s Irish Open, Linde German Masters
- 2001: Trophée Lancôme
- 2002: Canarias Open de España
- 2004: Mallorca Classic
- 2005: Omega European Masters
- 2008: Castelló Masters Costa Azahar
- 2009: HSBC Champions (im Nov. 2008 stattgefunden, zählt aber zur Saison 2009 und auch zur Asian Tour)
- 2011: Castelló Masters, Andalucía Masters
- 2014: Qatar Masters
- 2017: Dubai Desert Classic, Andalucía Valderrama Masters
- 2018: Andalucía Valderrama Masters
- 2019: KLM Open

### PGA-Tour-Siege (10)

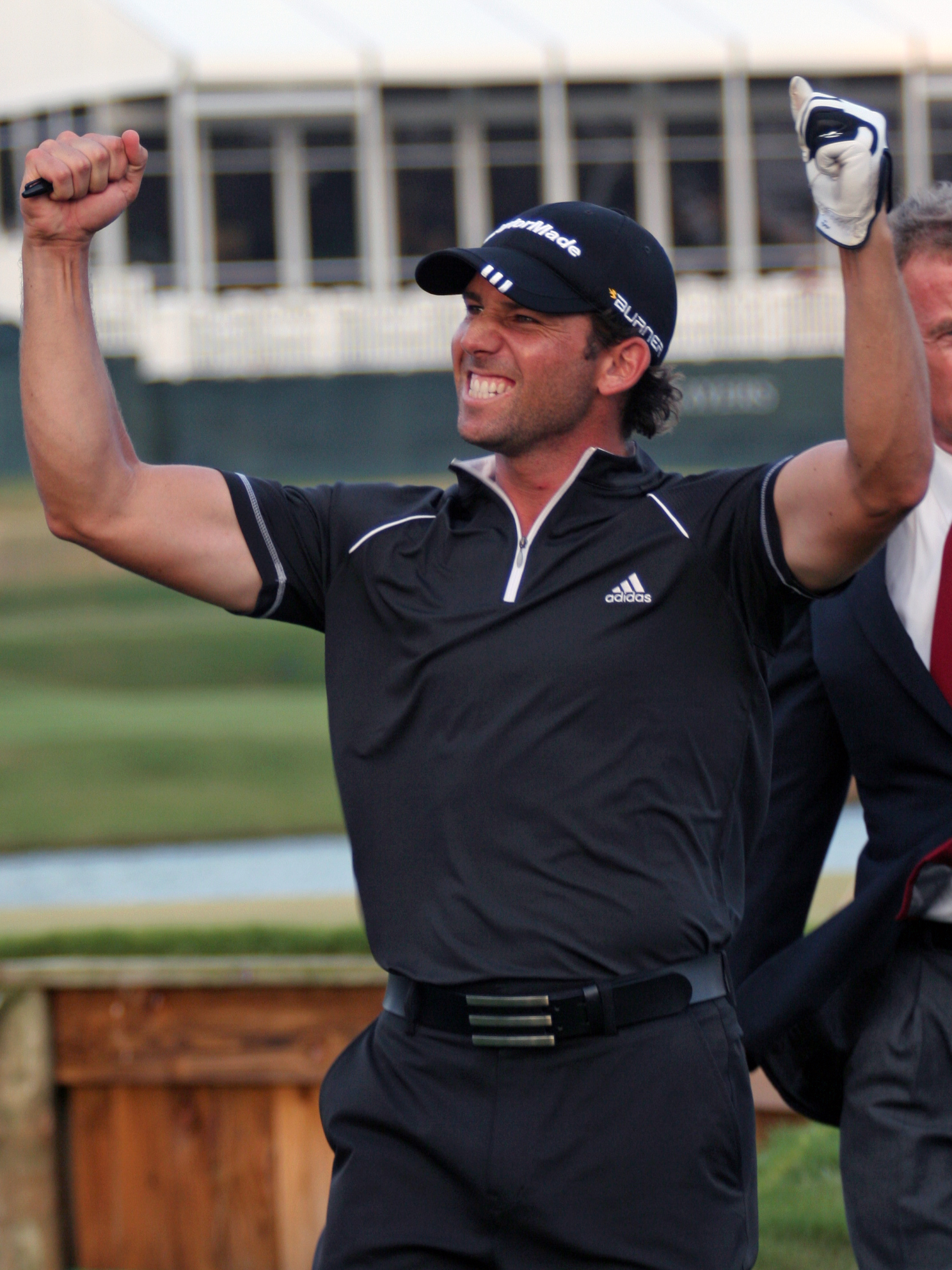
García während der Players Championship 2008

- 2001: MasterCard Colonial, Buick Classic
- 2002: Mercedes Championships
- 2004: EDS Byron Nelson Championship, Buick Classic
- 2005: Booz Allen Classic
- 2008: Players Championship
- 2012: Wyndham Championship
- 2016: AT&T Byron Nelson
- 2020: Sandersons Farms Championship

### LIV-Golf-Siege (2)
- 2024: LIV Golf Andalucía
- 2025: LIV Golf Singapore

### Asian-Tour-Siege (5)
- 2002: Kolon Cup Korean Open
- 2012: Iskandar Johor Open
- 2013: Thailand Golf Championship
- 2015: Ho Tram Open
- 2018: SMBC Singapore Open (zählt auch zur Japan Golf Tour)

### Sunshine-Tour-Siege (2)
- 2001: Nedbank Golf Challenge
- 2003: Nedbank Golf Challenge

### Weitere Turniersiege (3)
- 1997: Catalonian Open Championship (Spanien, als Amateur)
- 2002: Telus World Skins Game (Kanada – inoffizielles Event)
- 2010: Gary Player Invitational (mit John Cook)

## Resultate in Major Championships
| Turnier               | 1996 | 1997 | 1998 | 1999  | 2000 | 2001 | 2002 | 2003 | 2004 | 2005 | 2006 | 2007 | 2008 | 2009 | 2010 | 2011 | 2012 | 2013 | 2014 | 2015 | 2016 | 2017 | 2018 |
| --------------------- | ---- | ---- | ---- | ----- | ---- | ---- | ---- | ---- | ---- | ---- | ---- | ---- | ---- | ---- | ---- | ---- | ---- | ---- | ---- | ---- | ---- | ---- | ---- |
| The Masters           | DNP  | DNP  | DNP  | T38LA | T40  | CUT  | 8    | T28  | T4   | CUT  | 46   | CUT  | CUT  | T38  | T45  | T35  | T12  | T8   | CUT  | T17  | T34  | 1    | CUT  |
| US Open               | DNP  | DNP  | DNP  | DNP   | T46  | T12  | 4    | T35  | T20  | T3   | CUT  | CUT  | T18  | T10  | T22  | T7   | T38  | T45  | T35  | T18  | T5   | T21  | CUT  |
| The Open Championship | CUT  | DNP  | T29  | CUT   | T36  | T9   | T8   | T10  | CUT  | T5   | T5   | 2    | T51  | T38  | T14  | T9   | CUT  | T21  | T2   | T6   | T5   | T37  | CUT  |
| PGA Championship      | DNP  | DNP  | DNP  | 2     | T34  | CUT  | T10  | CUT  | CUT  | T23  | T3   | DQ   | T2   | CUT  | CUT  | T12  | CUT  | T61  | T36  | T54  | CUT  | CUT  | CUT  |

| Turnier               | 2019 | 2020 | 2021 | 2022 | 2023 | 2024 | 2025 |
| --------------------- | ---- | ---- | ---- | ---- | ---- | ---- | ---- |
| The Masters           | T23  | DNP  | CUT  | T14  | CUT  | CUT  | CUT  |
| PGA Championship      | CUT  | CUT  | CUT  | CUT  | DNP  | DNP  | T67  |
| US Open               | T52  | CUT  | T19  | CUT  | T27  | T12  | DNP  |
| The Open Championship | T67  | KT   | T19  | T68  | DNP  | DNP  | T34  |

LA= Bester Amateur

DNP = nicht teilgenommen

CUT = Cut nicht geschafft

„T“ geteilte Platzierung

KT = Kein Turnier (Ausfall wegen Covid-19)

Grüner Hintergrund für Sieg

Gelber Hintergrund für Top 10.

## Teilnahmen an Teamwettbewerben
- Ryder Cup (für Europa): 1999, 2002 (Sieger), 2004 (Sieger), 2006 (Sieger), 2008, 2012 (Sieger), 2014 (Sieger), 2016, 2018 (Sieger), 2021
- World Cup (für Spanien): 2001, 2004, 2005, 2009
- Seve Trophy (für Kontinentaleuropa): 2000 (Sieger), 2003
- Alfred Dunhill Cup (für Spanien): 1999 (Sieger)